# Самарони, Леандро
Леа́ндро Да Ро́за Ферна́ндес Самаро́ни (порт. Leandro Da Rosa Fernandes Samaroni; 26 июня 1971, Рибейра, Бразилия) — бразильский футболист, играл на позиции центрального защитника и опорного полузащитника. После окончания карьеры работал тренером и футбольным агентом.

«Крепко встать в жизни на ноги мне помогла футбольная карьера в России»

## Карьера
Самарони родился в городе Рибейра, находящемся в штате Сан-Паулу. Когда Леандро был совсем мал, его семья переехала в город Пирасикаба, где прошло его детство.
Самарони начал свою карьеру в клубе «XV ноября» из Пирасикабы в 1987 году. В 1993 году он перешёл в клуб «Понте-Прета», а затем играл в небольших бразильских командах «Брагантино», «Новоризонтино», «Итуано», где получал 60 долларов премиальных за победу, и где регулярно задерживалась заработная плата. Также он играл в стане одного из лидеров футбола Бразилии, клуба «Гремио», с которым Самарони стал чемпионом штата Рио-Гранди-ду-Сул в 1995 году.
Летом 1996 года Самарони стал одним из первых легионеров ЦСКА из дальнего зарубежья, проведя половину сезона на правах аренды и забив два гола в 13 встречах. После этого Самарони вернулся в Бразилию и провёл половину сезона в клубе «Вила-Нова», с которой Леандро занял третье место в чемпионате штата Гояс, уступив в полуфинале турнира клубу «Гояс».
В июле 1997 года Самарони вновь уехал в Россию, в клуб «Торпедо» Москва, выкупивший трансфер футболиста. В «Торпедо» Самарони пригласил бывший наставник бразильца в ЦСКА, Александр Тарханов, бывший поклонником бразильского футбола. Первоначально руководство «Торпедо» хотело взять Самарони в аренду, опасаясь, что бразилец не сможет заиграть в новой команде, но руководители «Вилы Новы» настаивали на продаже игрока, что в результате и произошло. В составе «Торпедо» Самарони провёл 2 сезона, проведя 31 матч и забив 2 гола.
Летом 1998 года Самарони перешёл в стан чемпиона России, клуб «Спартак» Москва, дебютировав за «красно-белых» 29 июня, но там не смог завоевать место в основном составе, проведя только 14 матчей. После Самарони перешёл в тульский «Арсенал», игравший в первой лиге чемпионата России. В «Арсенале» Самарони провёл полтора сезона, проведя 52 матча и забив 4 гола.
Летом 2000 года Тарханов, тренер Самарони в ЦСКА и «Торпедо», пригласил своего бывшего подопечного к себе в клуб «Крылья Советов». В самарском клубе Самарони стал одним из лидеров обороны команды, за которую играл 2,5 года, проведя 52 матча и забив 2 мяча. 24 августа 2002 года, по случаю ухода Самарони из «Крыльев», клуб организовал бразильцу прощальный матч.
Из «Крыльев Советов» Самарони перешёл в клуб первого дивизиона «Рубин», став первым в истории клуба бразильцем в команде, он в первый же сезон вышел с «Рубином» в Премьер-лигу чемпионата России, но в «Рубине» Самарони бо́льшую часть времени проводил на скамье запасных. Он выполнял функции переводчика и помогал обустроиться в клубе другим бразильцам, Рони и Алоизио. Уже во время игры за «Рубин» Самарони начал задумываться о тренерской карьере.
Завершил карьеру Самарони в клубе «Терек» в 2003 году. На презентации в «Тереке», проходившей в Гудермесе, автобус с командой миновал несколько блокпостов, что произвело неизгладимое впечатление на Самарони.

## Послеигровая карьера
Завершив карьеру игрока, Самарони начал карьеру тренера, возглавив клуб «Униао Барбаренсе», которым руководил с апреля по декабрь 2004 года и с марта по сентябрь 2005, а с января по март 2005 года Самарони работал ассистентом главного тренера Юрия Панфилова в этом клубе. Он даже пытался пристроить в этот клуб своих соотечественников, игравших в России Карлоса Алберто и Анжело, живших в нищете.
После ухода из «Униао Барбаренсе» Самарони начал деятельность по поиску талантливых игроков в Бразилии и помощи в их переходах, занимаясь агентской деятельностью без лицензии; в частности, он помог устроить в московский «Локомотив» Селсиньо. Самарони регулярно бывал на матчах юношеских команд Бразилии, где искал молодых талантов для клубов Восточной Европы.
В 2008 году Самарони работал помощником Зико в клубе «Бунёдкор».

## Личная жизнь
Когда Самарони начал играть в России, его супруга Кристиана вместе с сыном Матеусом ушла от Леандро.
После он познакомился с Эланой, имевшей двух дочерей от первого брака, занимавшейся продажей кормов для животных, и переехал к ней жить в город Санта-Барбара-д’Уэсти, они поженились в 2007 году.
Любимая еда Самарони — чай и изюм, к которым футболист пристрастился в России.

## Достижения
- Чемпион штата Рио-Гранди-ду-Сул: 1995
- Чемпион России: 1998
- Обладатель Кубка России: 2003/04[16]